# Списак сликара/П
| Сликари: A Б В Г Д Ђ Е Ж З И Ј К Л Љ М Н Њ О П Р С Т Ћ У Ф Х Ц Ч Џ Ш |

## Па...
Калерво Палса (1947—1987), фински сликар
Памфилус (рођен 4. век), грчки сликар
Ђовани Паоло Панини (1691—1765), италијански сликар
Јозеф Панкијевич (1866—1940), пољски сликар
Пармиђанино (1504—1540), италијански сликар
Жил Паскин (1885—1930), бугарски сликар
Жен Паул (1898—1975, француски сликар
Јулиус Паулзен (1860—1940), дански сликар

## Пе..
Карл-Хенинг Педерсен (рођен 1913), дански сликар
Виго Педерсен (1854—1926), дански сликар
Рафаел Пеле (1774—1825), амерички сликар
Валдо Перс (1884—1970), амерички сликар
Delilah Pierce (1904—1992), америчка сликарка
Софи Пембертон (1869—1959), канадска сликарка
Лила Кабот Пери (1848—1933), америчка сликарка
Перуђино (око 1445—1523), италијански сликар
Џон фредерик Пето (1854—1907), амерички сликар
Јозеф Петковсек (1861—1898), сликар
Градимир Петровић (1936—2001), српски сликар
Зора Петровић (1894—1962), српска сликарка
Надежда Петровић (1873—1915), српска сликарка
Макс Пехштајн (1881—1955), немачки сликар
Пијетро Пецати (1902—1993), амерички сликар
Никола Петковић (1893—1952), српски-амерички сликар

## Пи..
Хенрик Пиатковски (1853—1932), пољски сликар
Франсис Пикабија (1879—1953), француски сликар
Пабло Пикасо (1881—1973), шпански сликар
Палома Пикасо (рођена 1949), шпанско-француска дизајнерка
Рамон Пикот (1872—1925), каталонски сликар
Карл Густав Пило (1711—1793), шведски сликар
Вено Пилон (1896—1970), словеначки сликар
Луо Пин (1733—1799), кинески сликар
Хауардена Пиндел (рођена 1943), афричко-америчка сликарка
Ото Пине (рођен 1928), немачки сликар
Пинтурићио (1452—1513), италијански сликар
Писанело (1395—1456), италијански сликар
Камиј Писаро (1830—1903), француски сликар
Клод Бонен-Писаро (рођен 1921), француски сликар
Антони Пичот (рођен 1934), каталонски сликар

## Пј..
Ђовани Батиста Пјацета (1682—1754), италијански сликар
Стефан Планинц (рођен 1925), словеначки сликар
Јохан Георг Плацер (1704—1761), аустријски сликар
Јан Богумил Плерш (1732—1817), пољски сликар
Марјан Погачник (рођен 1953), словеначки сликар
Владислав Подковински (1886—1895), пољски сликар
П. Х. Полк (1898—1985), афричко-амерички фотограф
Зигмар Полке (рођен 1941), немачки сликар
Џексон Полок (1912—1956), амерички сликар
Сергеј Пољаков (1900—1969), руски сликар
Бранко Поповић (—{XIX}— и —{XX}— век), српски сликар
Љубомир Поповић (рођен 1934), српски сликар
Мића Поповић (1923—1996), српски сликар
Стефан Поповски (1870—1937), пољски сликар
Ферфилд Портер (1907—1975), амерички сликар
Кандидо Порцинари (1903—1962), бразилски сликар
Пјотр Потворовски (1898—1962), пољски сликар
Паулус Потер (1625—1654), холандски сликар
Фулер Потер (1910—1990), амерички сликар
Казимирж Почвалски (1855—1940), пољски сликар
Андреа Поцо (1642—1709), италијански сликар

## Пр..
Мариј Прегељ (1913—1967), словеначки сликар
Урош Предић (1857—1953), српски сликар
Матео Перез д’Алећио (1547—1616), италијански сликар
Патрик Пје (рођен 1929), енглески сликар и вајар
Мери Елизабет Прајс (1877—1965), америчка сликарка
Морис Прендергаст (1861—1924), амерички сликар
Нелсон Примус (1843—1916), афричко-амерички сликар
Алис Прин (1901—1953), француска сликарка
Анджеј Пронашко (1888—1961), пољски сликар
Збигњев Пронашко (1885—1958, пољски сликар
Миодраг Б. Протић (рођен 1922), српски сликар
Семјуел Проут (1783—1852), енглески сликар
Витолд Прушковски (1846—1896), пољски сликар
Тадеуш Прушковски (1888—1942), пољски сликар
Иван Пуни (18892—1956), руски сликар
Никола Пусен (1594—1665), француски сликар
Јанез Пухар (1814—1864), словеначки сликар
Лео Пуц (1869—1940), тиролски (Аустрија) сликар
| Сликари: A Б В Г Д Ђ Е Ж З И Ј К Л Љ М Н Њ О П Р С Т Ћ У Ф Х Ц Ч Џ Ш |